# جوش سميث (لاعب كرة قدم)
جوش سميث (بالإنجليزية: Josh Smith)‏ (30 أغسطس 1982 بدالاس في الولايات المتحدة - ) هو لاعب كرة قدم أمريكي في مركز الوسط. لعب مع تشارلستون بيتري وWilmington Hammerheads FC ‏ وأتلانتا سيلفرباكس.

## وصلات خارجية
- جوش سميث على موقع قاعدة بيانات كرة القدم.إي يو (الإنجليزية)